# Helicodontium laevisetum
Helicodontium laevisetum là một loài Rêu trong họ Myriniaceae. Loài này được A. Jaeger mô tả khoa học đầu tiên năm 1878.